# I Do (film)
I Do is een korte stomme film uit 1921 onder regie van Hal Roach.

## Rolverdeling
| Acteur        | Personage       |
| ------------- | --------------- |
| Harold Lloyd  | The Boy         |
| Mildred Davis | Wife            |
| Noah Young    | The Agitation   |
| Jack Morgan   | The Disturbance |
| Jack Edwards  | The Annoyance   |